# 大塚進弘
大塚 進弘（おおつか のぶひろ、1952年〈昭和27年〉4月1日 - ）は、日本の政治家。福岡県直方市長（2期）。

## 来歴
福岡県直方市中泉生まれ。直方市立中泉小学校、直方市立直方第一中学校、福岡県立鞍手高等学校卒業。1974年（昭和49年）3月、九州工業大学工学部卒業。民間会社に勤務。
1978年（昭和53年）5月、直方市役所に採用される。総合政策部長などを歴任。2011年（平成23年）6月1日、副市長に就任。2015年（平成27年）4月26日、退職。中小企業診断士の資格を持つ。
2018年（平成30年）11月21日、任期満了に伴う直方市長選挙に立候補する意向を表明した。
2019年（平成31年）4月21日に行われた市長選に自由民主党・国民民主党の推薦を得て立候補。現職の壬生隆明との一騎打ちを制し、初当選した。敗れた壬生はぼうぜんとして「何が敗因か分からない」と述べた。4月26日、市長就任。
※当日有権者数：47,220人 最終投票率：55.84%（前回比：pts）
| 候補者名 | 年齢 | 所属党派 | 新旧別 | 得票数   | 得票率 | 推薦・支持                     |
| -------- | ---- | -------- | ------ | -------- | ------ | ------------------------------ |
| 大塚進弘 | 67   | 無所属   | 新     | 14,111票 | 54.85% | （推薦）自由民主党・国民民主党 |
| 壬生隆明 | 66   | 無所属   | 現     | 11,614票 | 45.15% |                                |

2023年（令和5年）4月23日に行われた市長選に自由民主党・立憲民主党・公明党・国民民主党の各党の推薦を得て、元職の壬生隆明を破り、再選した。
※当日有権者数：45,951人 最終投票率：50.50%（前回比：-5.34pts）
| 候補者名 | 年齢 | 所属党派 | 新旧別 | 得票数   | 得票率 | 推薦・支持                                         |
| -------- | ---- | -------- | ------ | -------- | ------ | -------------------------------------------------- |
| 大塚進弘 | 71   | 無所属   | 現     | 11,476票 | 50.62% | （推薦）自由民主党・立憲民主党・公明党・国民民主党 |
| 壬生隆明 | 70   | 無所属   | 元     | 11,144票 | 49.38% |                                                    |